# لوچدیو سنتیمنتی
لوچدیو سنتیمنتی (به ایتالیایی: Lucidio Sentimenti) بازیکن فوتبال و اهل ایتالیا بود که از سال ۱۹۴۵ میلادی عضو تیم ملی فوتبال ایتالیا بود و در ۹ بازی ملی حضور داشت. او در بازی‌های ملی‌اش ۲۱ گل دریافت کرد.
لوچدیو سنتیمنتی آخرین بازی ملی خود را در سال ۱۹۵۳ میلادی انجام داد.